# Miguel Villasboas
Miguel Villasboas (Montevideo, 30 de diciembre de 1936-27 de octubre de 2024) fue un pianista, director y compositor de tango uruguayo. Es reconocido por su larga trayectoria como director de orquesta típica durante más de 50 años. A lo largo de su carrera recibió el Disco de Oro en dos oportunidades, la primera en 1976 por su larga duración ``De pura cepa´´ editado por el sello London, y la segunda en 2009 por su disco compacto ``La Cumparsita´´ del sello Sondor. 

## Biografía
Desde muy joven se interesó por la música, siendo su padre su primer maestro de piano y solfeo. En su adolescencia se inclinó por el tango y su referente fue el pianista argentino Roberto Firpo, de quien heredó el estilo evocativo que marcó su personalidad musical. En 1952 formó su primera agrupación a la que bautizó ``Quinteto Miguelito´´, aquel primer conjunto estuvo integrada por él al piano, Ramón García y Ramón Correa en bandoneones, Samuel Espalter y  Héctor Scalabrini en violines, y Reinari en contrabajo.  
En paralelo a su actividad artística desarrolló su carrera docente. Se recibió de profesor de Historia y de Educación Musical en el Instituto de Profesores Artigas (IPA), dedicándose a la enseñanza secundaria.  
En 1955 el maestro Nicolás Agapios, quien dirigía una popular orquesta uruguaya de la época, lo llamó a integrar sus filas como pianista. En 1959, a raíz del fallecimiento de Agapios, volvió a la labor de pianista director formando un sexteto típico al que agregó la presencia de un animador.  
Su impronta musical estuvo caracterizada por mantener el compás original del tango ejecutado en 2/4, a la vez que recreaba un repertorio de la Guardia Vieja, netamente instrumental y bailable. Por su orquesta pasaron grandes músicos uruguayos de la talla de Pedro Severino, eximio violinista que permaneció durante 30 años a su lado; Félix Cabral, Mario Orrico (violines); Roberto Gómez, Sergio Mochi, Miguel Trillo, Héctor Blengio, Toto Bianco (bandoneones); Vicente Martínez, Mario Bianco, Alfredo Viscuso (contrabajos). 
En marzo de 1964, Roberto Firpo realizó su última actuación en Uruguay, presentándose en el Palacio Sud América. En esa oportunidad Firpo invitó a Miguel a tocar el piano en  su cuarteto interpretando el tango “El choclo”, después de escuchar la ejecución el consagrado maestro le dijo: «¡Pibe, me robas todo!».   
Su dilatada obra discográfica se plasmo en 60 long-plays, 18 casetes y 18 discos compactos, grabados en diversas compañías discográficas: Sondor, London, Clave, Odeón de Argentina y Montevideo Music Group. 
Recorrió artísticamente todo el Uruguay, actuando también en provincias argentinas y en el sur del Brasil. Además, viajó a Estados Unidos; Miami en 1988, Nueva York en 1990, donde hizo recitales y conciertos, junto al bandoneonista uruguayo Raúl Jaurena. Debe agregarse que el presidente de la República Oriental del Uruguay, en acuerdo con el ministro de Educación y Cultura, declaró su espectáculo de Interés Nacional, para el encuentro que se realizó en los meses de agosto y septiembre de 1997 en las ciudades de Sídney, Melbourne y Adelaida de Australia, obteniendo un gran éxito artístico frente a la colonia uruguaya, argentina y chilena. Entre octubre y noviembre de 2001, realizó su última gira internacional teniendo como destino Japón donde cosechó un gran éxito ante el público. 
En su larga trayectoria no le fue ajena la tarea gremial en la que se destacó. Fue dirigente de la Sociedad Uruguaya de Intérpretes (SUDEI) y miembro de la Sociedad de Autores del Uruguay (AGADU), en diversos periodos que abarcan desde 1972 a 2015. Fue presidente de AGADU entre 1997 y 1999.
A lo largo de su carrera compartió escenario con grandes estrellas: Osvaldo Fresedo, Miguel Caló, Juan D’Arienzo, Alberto Castillo, Francisco Canaro entre muchos otros. En 2013 plasmó sus memorias como músico y docente  en el libro ``Los años dorados´´ editado por Tanguedia.
Fallece el 27 de octubre de 2024 a los 87 años en Montevideo, Uruguay. Para homenajear su muerte, su gran amigo y bandoneonista uruguayo Esteban Toth organizó una serie de homenajes póstumos, entre ellos una “revista musical tributo” a la obra como intérprete y autor del maestro: Volviendo a los 60.

## Premios y nominaciones
- En 1976, obtuvo el Disco de Oro, obsequio del sello London de Inglaterra, por el récord de ventas de su long play “De pura cepa”.
- En 1993, recibió el premio Fabini a la mejor Orquesta Típica de Uruguay.
- En el 2009 recibió el Disco de Oro por su CD “La cumparsita” del sello Sondor.
- En 2016 fue homenajeado por la Junta Departamental de Montevideo colocando su nombre el Espacio de los Soles de la Peatonal Sarandí.
- En el 2018 fue declarado Ciudadano Ilustre de la ciudad de Montevideo.